# Bel-Nor
Bel-Nor ist eine Gemeinde mit dem Status „Village“ im St. Louis County im US-Bundesstaat Missouri. Das U.S. Census Bureau hat bei der Volkszählung 2020 eine Einwohnerzahl von 1.399 ermittelt.

## Geographie
Die Koordinaten von Bel-Nor liegen bei 38°42'14" nördlicher Breite und 90°19'2" westlicher Länge.
Nach Angaben der United States Census 2010 erstreckt sich das Stadtgebiet von Bel-Nor über eine Fläche von 1,63 Quadratkilometer (0,63 sq mi). Bel-Nor grenzt im Norden an Bellerive, im Osten an Normandy und Greendale und im Westen an Bel-Ridge.

## Bevölkerung
Nach der United States Census 2010 lebten in Bel-Nor 1499 Menschen verteilt auf 668 Haushalte und 412 Familien. Die Bevölkerungsdichte betrug 919,6 Einwohner pro Quadratkilometer (2379,4/sq mi).
Die Bevölkerung setzte sich 2010 aus 48,7 % Weißen, 46,4 % Afroamerikanern, 2,2 % Asiaten, 0,3 % aus anderen ethnischen Gruppen und 2,3 % mit zwei oder mehr Ethnien zusammen. Bei 2,3 % der Bevölkerung handelte es sich um Hispanics oder Latinos. Von den 668 Haushalten lebten in 22,0 % Kinder unter 18 und in 10,5 % der Haushalten lebten Personen über 65.
Von den 1499 Einwohnern waren 16,4 % unter 18 Jahre, 8,6 % zwischen 18 und 24 Jahren, 22,0 % zwischen 25 und 44 Jahren, 36,5 % zwischen 45 und 64 Jahren und in 16,5 % der Menschen waren 65 Jahre oder älter. Das Durchschnittsalter betrug 47,4 Jahre und auf 100 Frauen entfielen 84,7 Männer.
Das durchschnittliche Jahreseinkommen für einen Haushalt betrug 2010 57.857 Dollar.

## Persönlichkeiten
- Mickey Carroll (1919–2009), Schauspieler, lebte in Bel-Nor
- Donny Hathaway (1945–1979), Soul-Musiker, lebte in Bel-Nor

## Belege
1. ↑  Explore Census Data Total Population in Bel-Nor village, Missouri. Abgerufen am 2. Februar 2023.
2. ↑   United States Census
3. ↑   American Fact Finder